# Chikujō

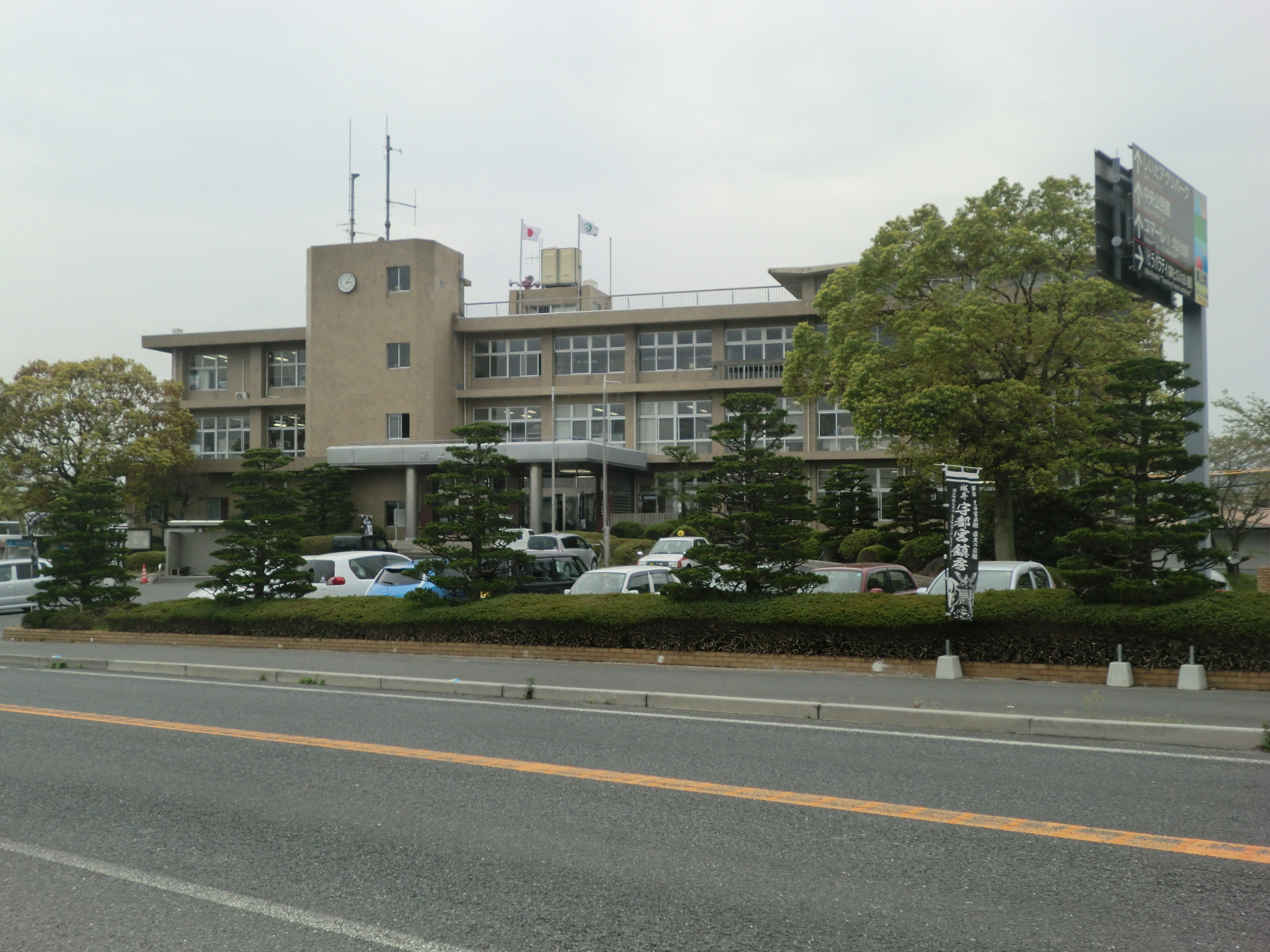
municipio

Chikujō (築上町?) è una cittadina giapponese della prefettura di Fukuoka.